# Al-Bira (Bajsan)
Al-Bira (arab. ‏البيرة‎) – nieistniejąca już arabska wieś, która była położona w Dystrykcie Bajsanu w Mandacie Palestyny. Została wyludniona i zniszczona podczas I wojny izraelsko-arabskiej, po ataku sił żydowskiej Hagany w dniu 16 maja 1948 roku.

## Położenie
Al-Bira leżała na rozległym płaskowyżu Ramat Issachar na północ od Doliny Bet Sze’an. Wieś była położona na wysokości 150 metrów n.p.m., w odległości 9 kilometrów na północ od miasta Beisan. Według danych z 1945 roku do wsi należały ziemie o powierzchni 686,6 ha. We wsi mieszkało wówczas 260 osób.
| własność gruntów | powierzchnia gruntów (hektary) |
| ---------------- | ------------------------------ |
| Arabowie         | 485,3                          |
| Żydzi            | -                              |
| publiczne        | 201,3                          |
| Razem            | 686,6                          |

| Rodzaj użytkowanych gruntów | Arabowie (hektary) |
| --------------------------- | ------------------ |
| uprawy nawadniane           | 4,8                |
| uprawy zbóż                 | 468,1              |
| uprawa oliwek               | 12                 |
| zabudowane                  | 5,2                |
| nieużytki                   | 208,5              |

## Historia
Pierwsze wzmianki o wiosce al-Bira pochodzą z 1596 roku i znajdują się z osmańskim rejestrze płaconych podatków. W tamtym czasie we wsi żyło 297 mieszkańców, którzy utrzymywali się z upraw pszenicy, jęczmienia, oliwek, a także hodowli kóz. Wieś pojawia się następnie na mapie opublikowanej w 1850 roku. Przez następne lata osada była jednak niezamieszkana. Raport z 1882 roku opisuje to miejsce: „Są to ruiny dużej wioski arabskiej, której domy zostały zbudowane w przeważającej części z kamieni bazaltowych. Zastąpiła ona starożytną miejscowość, do której należał teraz całkowicie zniszczony budynek, z którego pozostało kilka bazaltowych kolumn i okaleczony kapitel”. Została ona ponownie zamieszkana na początku XX wieku. W okresie panowania Brytyjczyków al-Bira była niewielką wsią, której mieszkańcy utrzymywali się z upraw zbóż.
Przyjęta 29 listopada 1947 roku Rezolucja Zgromadzenia Ogólnego ONZ nr 181 przyznała te tereny państwu żydowskiemu. Dzień po proklamacji niepodległości Izraela państwa arabskie rozpoczęły inwazję, wszczynając w ten sposób I wojnę izraelsko-arabską. Dolinę Bet Sze’an usiłowały zająć wojska irackie, które wdały się w bitwę o Geszer (15-17 maja 1948). Wieś al-Bira znajdowała się na zachód od kibucu Geszer. Obawiając się możliwości wykorzystania wioski przez siły arabskie, podjęto decyzję o jej zniszczeniu. W dniu 16 maja 1948 roku żydowscy żołnierze (Brygada Golani) zajęli wieś al-Bira. Wszyscy jej mieszkańcy zostali wysiedleni, a następnie wyburzono domy.

## Miejsce obecnie
Teren wioski al-Bira pozostaje opuszczony, jednak jej pola uprawne zajęła wieś Moledet. Palestyński historyk Walid Chalidi, tak opisał pozostałości wioski al-Bira: „Jedyną pozostałością wioski są ściany domów”.